# 李明春
李 明春（イ・ミョンチュン、朝鮮語: 이명춘、1923年12月12日 - 2012年10月28日）は、大韓民国の政治家。第10代韓国国会議員。本貫は全州李氏。カトリック教徒。

## 経歴
日本統治時代の黄海道鳳山郡に生まれた。京城師範学校、陸軍士官学校（8期生）、インディアナ陸軍行政大学、高麗大学校経営大学院卒。再建国民運動本部京畿道支部次長を務めた後、1973年2月1日より国務総理行政調整室第3調整官、1975年1月7日より国務総理秘書室長、1976年12月31日より国務総理行政調整室長を務めた。1978年12月12日に実施された第10代総選挙に統一主体国民会議の公認で当選し、維新政友会所属の国会議員となり、維新政友会行政室長を務めた。1979年以後は政界を引退し暁林奨学財団で活動し、持病により88歳で死去するまで同財団の理事長を務めた。

## 賞勲
- 花郎武功勲章
- 忠武武功勲章
- 黄条勤政勲章

## 著書
- 理想村
- 新たな歴史を創造する人々